# Deropristus deroderus
Deropristus deroderus är en skalbaggsart som beskrevs av Sharp 1903. Deropristus deroderus ingår i släktet Deropristus och familjen jordlöpare. Inga underarter finns listade i Catalogue of Life.